# Teengirl Fantasy
Teengirl Fantasy ist ein US-amerikanisches Pop-Duo. Es besteht aus Logan Takahashi und Nick Weiss.
Takahashi und Weiss lernten sich auf dem Oberlin College kennen. Sie studierten beide auf der Gerrit Rietveld Academie in Amsterdam. Ihr Debütalbum 7AM erschien 2010 bei True Panther Sounds in den USA und bei Merok Records im Vereinigten Königreich. Ihr Musikstil ist dem Dub, House, Pop (bzw. elektronische Popmusik) und allgemein der elektronischen Musik zuzuordnen.
2011 nahm die Band am englischen All Tomorrow's Parties Festival teil, das von der Band Animal Collective kuratiert wurde.

## Diskografie
Alben
- 2010: 7AM
- 2012: Tracer
- 2017: 8AM (Planet Mu)

Singles und EPs
- 2009: Hollywood Hils / Love Don't Live Here (Dick Move)
- 2009: Portofino / A New Image Every Day (Merok Records)
- 2011: Cheaters (Hivern Disc)
- 2012: Motif (R&S Records)
- 2013: Nun (This Is Music)
- 2014: Thermal (Break World Records)